# Landscape Arch
A Landscape Arch (magyarul am. tájkép-boltív) a leghosszabb természetes kőhíd vagy sziklakapu az Amerikai Egyesült Államokban, Utah államban, az Arches Nemzeti Parkban.
Ez a kőhíd az egyike azoknak a természetes kőhidaknak, amelyek a Devil’s Garden (Az ördög kertje) néven ismert területen, a park északi részén találhatók. A Nemzeti Emlékmű Kőhidak Tudományos Expediciója (Arches National Monument Scientific Expedition) fedezte fel 1933-34 telén, és annak vezetője, Franck Beckwith nevezte el „Landscape Arch”-nak
A The Natural Arch and Bridge Society (NABS) a 2004-ben történt mérései alapján úgy véli, hogy ez a képződmény a leghosszabb a világon 88,4 méteres fesztávolságával, ami kicsivel hosszabb a Zion Nemzeti Parkban található Kolob Arch nevű képződménynél.
Mivel 1991-ben több homokkőlemez is levált a Landscape Arch-ról, a Parkfelügyelőség lezárta a boltív alatt áthaladó utat.

## Képgaléria

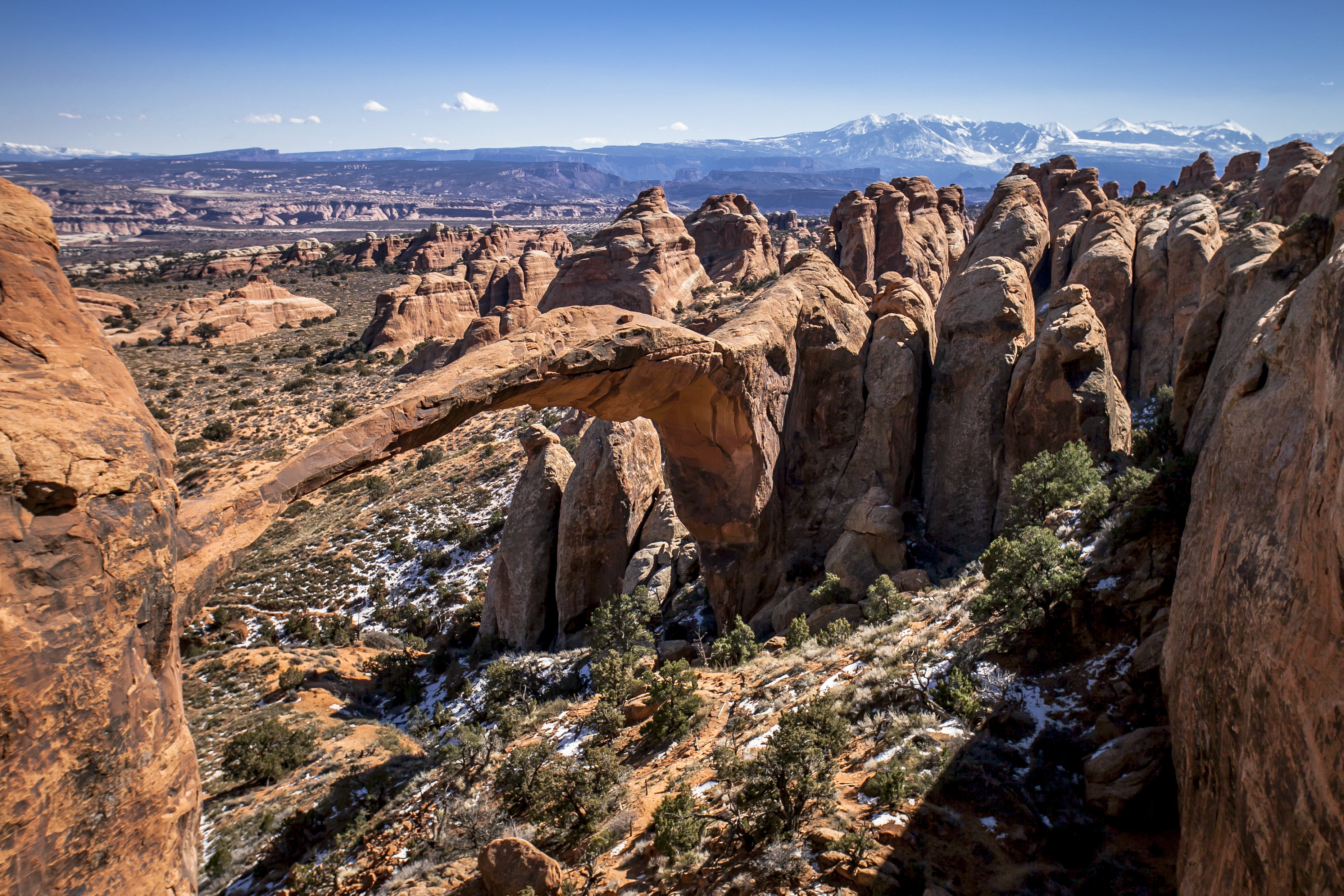
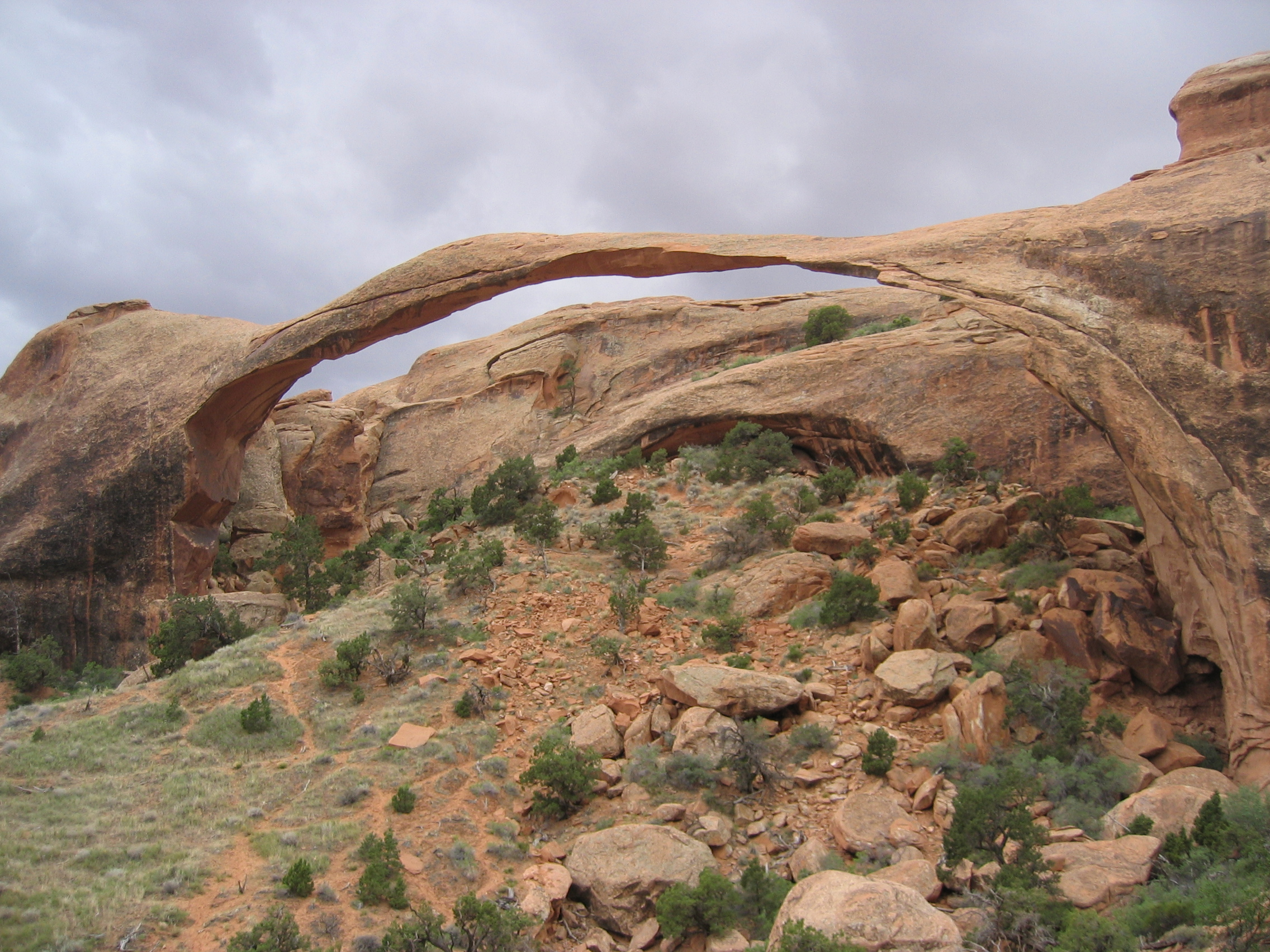
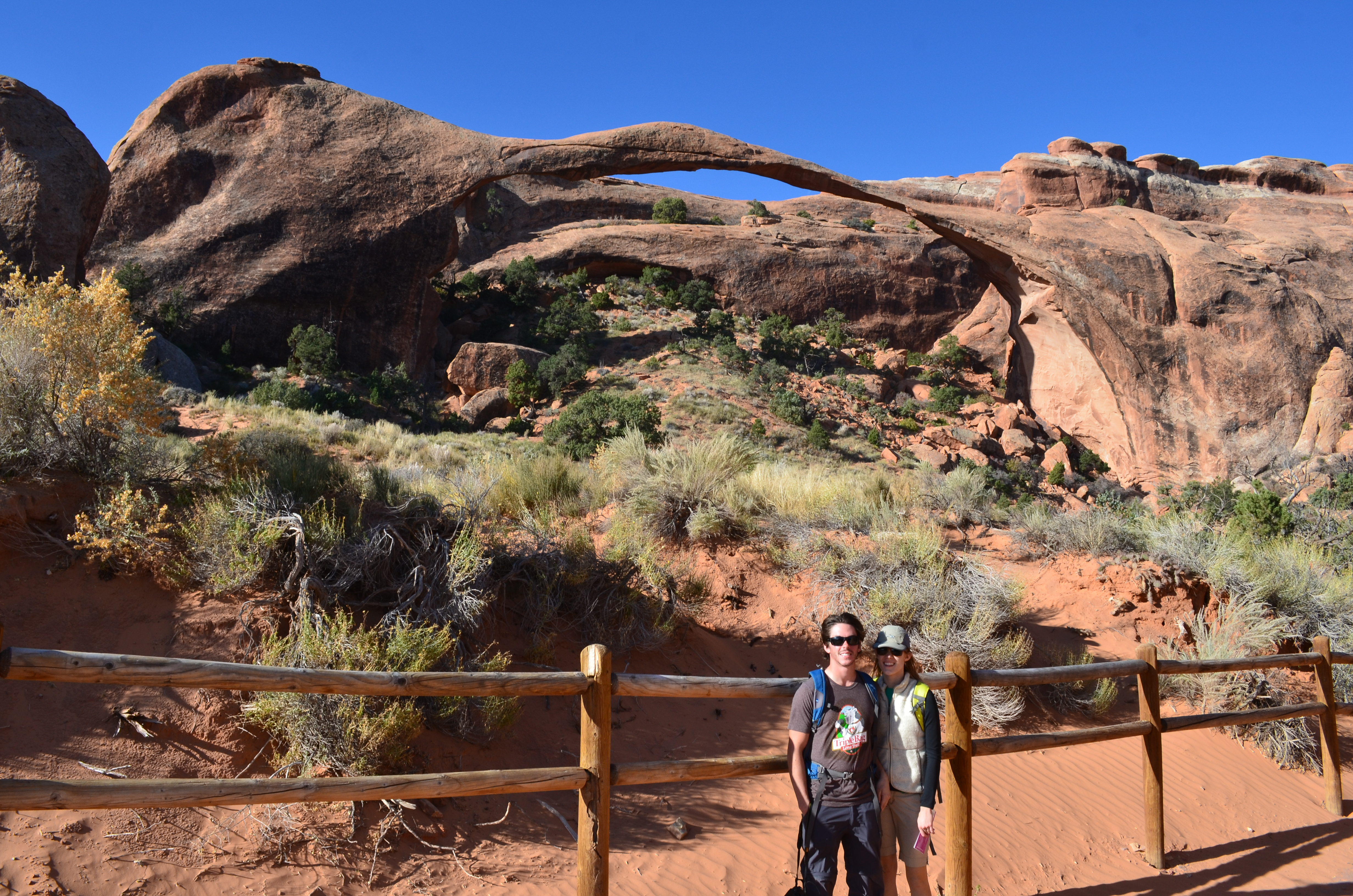
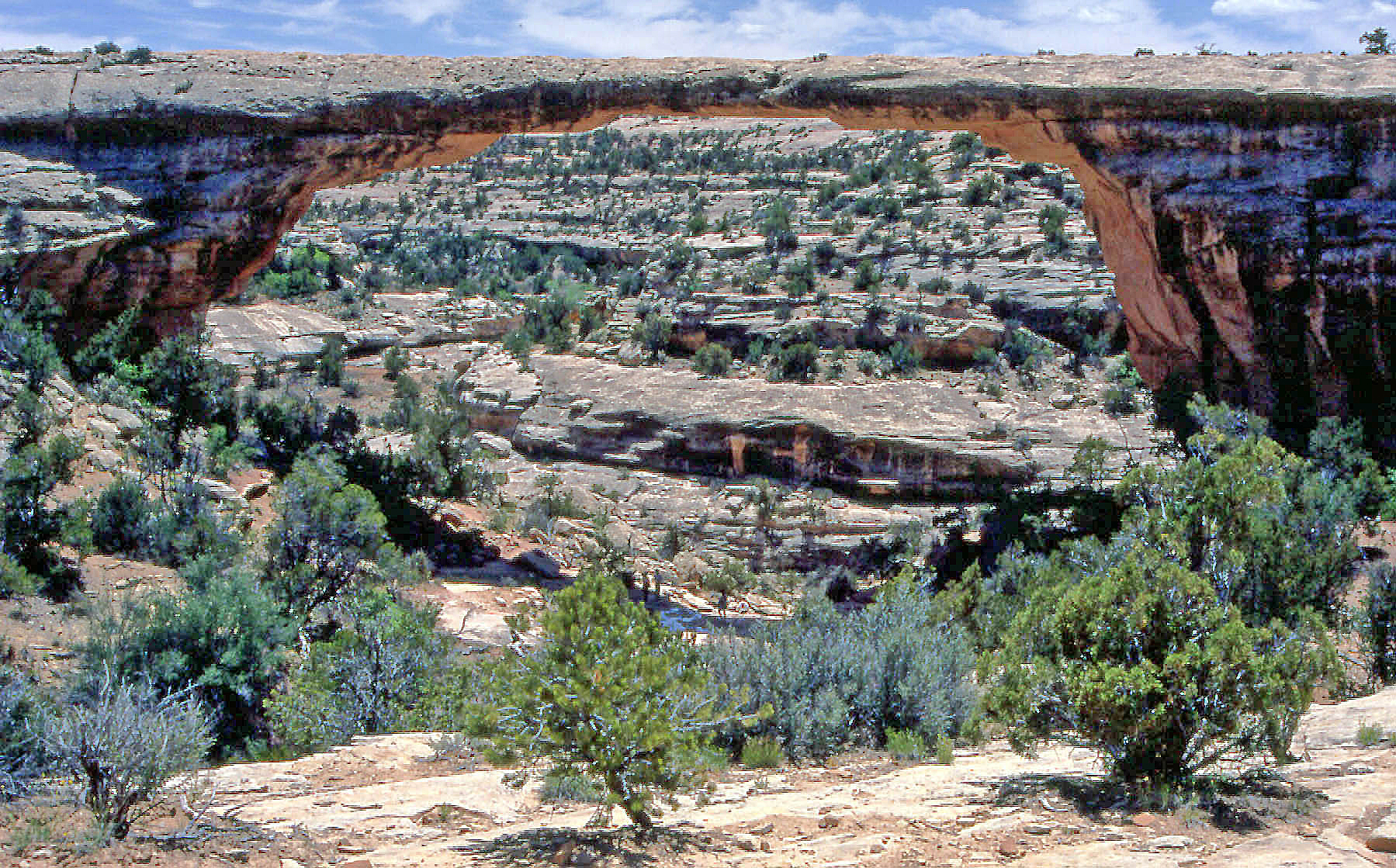

## Fordítás
Ez a szócikk részben vagy egészben  a   Landscape Arch című angol Wikipédia-szócikk ezen változatának fordításán alapul.  Az eredeti cikk szerkesztőit annak laptörténete sorolja fel. Ez a jelzés csupán a megfogalmazás eredetét és a szerzői jogokat jelzi, nem szolgál a cikkben szereplő információk forrásmegjelöléseként.